# Lithophane pallidior
Lithophane pallidior là một loài bướm đêm trong họ Noctuidae.